# Bruno-Ghislain Keingiaert de Gheluvelt
Bruno-Ghislain Keingiaert de Gheluvelt (Ieper, 6 oktober 1792 - 14 december 1833) was burgemeester van de Belgische gemeente Geluveld.

## Levensloop
Bruno Keingiaert was het tweede kind en de oudste zoon van Louis-Bruno Keingiaert de Gheluvelt en van Marie de Lens. Na hem kwamen nog acht kinderen.
Nadat zijn vader in 1813 ontslag had genomen en vanaf dat jaar tot in 1822 Charles de Jacob d'Ougny burgemeester was geweest, werd Bruno Keingiaert in 1824 burgemeester van Geluveld. Hij bleef het tot aan zijn vroege dood en werd opgevolgd door zijn jongste broer François-Bruno Keingiaert de Gheluvelt.
Bruno Keingiaert was vrijgezel gebleven.